# غارب المنيع (أسلم)

تعديل مصدري - تعديل

غارب المنيع هي إحدى قرى عزلة أسلم الوسط بمديرية أسلم التابعة لمحافظة حجة، بلغ تعداد سكانها 153 نسمة حسب تعداد اليمن لعام 2004.